# Liste der Kulturdenkmäler in Minheim
In der Liste der Kulturdenkmäler in Minheim sind alle Kulturdenkmäler der rheinland-pfälzischen Ortsgemeinde Minheim aufgeführt. Grundlage ist die Denkmalliste des Landes Rheinland-Pfalz (Stand: 10. August 2023).

## Einzeldenkmäler
| Bezeichnung                                | Lage                                        | Baujahr                     | Beschreibung | Bild                           |
| ------------------------------------------ | ------------------------------------------- | --------------------------- | --- | ------------------------------ |
| Eichhaus                                   | Am Eichhaus, gegenüber Nr. 2a Lage          | 19. Jahrhundert             | ehemaliges Eichhaus; kleiner Krüppelwalmdachbau, Bruchstein, 19. Jahrhundert | weitere Bilder Fotos hochladen |
| Bildstock                                  | Am Rosenberg, an Nr. 2 Lage                 | 1726                        | reliefierter Bildstock, bezeichnet 1726 | weitere Bilder Fotos hochladen |
| Portal                                     | Im Bungert, an Nr. 3 Lage                   | 1739                        | barocker Oberlichteingang, bezeichnet 1739 | BW                             |
| Pfarrhaus                                  | In der Olk 2 Lage                           | 18. Jahrhundert             | Mansarddachbau, 18. Jahrhundert | weitere Bilder Fotos hochladen |
| Katholische Pfarrkirche St. Johann Baptist | In der Olk 4 Lage                           | 1840–42                     | vierachsiger Saalbau, 1840–42 | weitere Bilder Fotos hochladen |
| Kriegerdenkmal                             | In der Olk, bei Nr. 4 Lage                  | 1921                        | Kriegerdenkmal 1914/18, Säule mit heiligem Georg, bezeichnet 1921 | weitere Bilder Fotos hochladen |
| Frantzenkreuz                              | In der Olk, bei Nr. 4 Lage                  | 1660                        | Kreuzigungsbildstock, bezeichnet 1660 | weitere Bilder Fotos hochladen |
| Wohnhaus                                   | Kaiserstraße 7/9 Lage                       | 18. Jahrhundert             | stattlicher Mansarddachbau, 18. Jahrhundert, Nr. 9 bezeichnet 1841 | weitere Bilder Fotos hochladen |
| Wohnhaus                                   | Klausener Straße 1, Moselweinstraße 24 Lage | 18. Jahrhundert oder früher | Massivbau mit steilen Schildgiebeln, 19. Jahrhundert, im Kern sicher erheblich älter                                                                                                | Fotos hochladen                |
| Wohnhaus                                   | Klausener Straße 2 Lage                     | spätes 18. Jahrhundert      | Mansarddachbau, spätes 18. Jahrhundert, bezeichnet 1863 (Erneuerung); für markante Wirkung im Straßenraum mitbestimmend das rechtwinklig anschließende ehemalige Wirtschaftsgebäude | weitere Bilder Fotos hochladen |
| Bildstock                                  | Klausener Straße, an Nr. 2 Lage             | 1742                        | Kreuzigungsbildstock, bezeichnet 1742 | Fotos hochladen                |
| Wohnhaus                                   | Klausener Straße 4 Lage                     | 17. oder 18. Jahrhundert    | zweiteiliges Wohnhaus, Zierfachwerk aus dem 17. oder 18. Jahrhundert | weitere Bilder Fotos hochladen |
| Villa                                      | Moselweinstraße 9 Lage                      | 1908                        | Winzervilla; Bruchsteinbau, teilweise mit Zierfachwerk, bezeichnet 1908 | weitere Bilder Fotos hochladen |
| Wohnhaus                                   | Moselweinstraße 22 Lage                     | 17. Jahrhundert             | breitgelagertes Fachwerkhaus, teilweise massiv, wohl aus dem 17. Jahrhundert | Fotos hochladen                |
| Wohnhaus                                   | Moselweinstraße 31 Lage                     | 18. Jahrhundert             | Mansarddachbau, teilweise Fachwerk, 18. Jahrhundert | Fotos hochladen                |
| Portal                                     | Moselweinstraße, an Nr. 37 Lage             | 1844                        | Hauseingang, bezeichnet 1844 | BW                             |
| Wohnhaus                                   | Moselweinstraße 59 Lage                     | 1748                        | stattlicher Mansarddachbau, bezeichnet 1748 | weitere Bilder Fotos hochladen |
| Wegekreuz                                  | Moselweinstraße, bei Nr. 59 Lage            |                             | barockes Schaftkreuz | BW                             |
| Heiligenhäuschen                           | nordöstlich des Ortes an der K 53 Lage      | 1695                        | Putzbau mit kielbogigem Abschluss, bezeichnet 1695; Kreuzigungsrelief | weitere Bilder Fotos hochladen |